# コートニー・ラッシュ
コートニー・ラッシュ（Courtney Rush、1983年11月28日 - ）は、カナダの女子プロレスラー。マニトバ州ストーンウォール出身。NCWフィメス・ファタレス、SHIMMARを主戦場に北米のインディ団体を転戦。現在はインパクト・レスリングに参戦している。

## 経歴
2008年1月30日、PTWでデビュー。
2009年、26歳の誕生日に初タイトルとなるGCW W.I.L.D.王座を獲得。
2010年2月6日、PJタイラーとしてnCwデビュー。4月にはSHIMMER初参戦。
2011年、リングネームをコートニー・ラッシュとする。
2012年初来日。2月22日の「Joshi 4 Hope」で桜花由美とタッグを組み、中川ともか&ケリー・スケーター組と対戦。2月25日、REINA東部フレンドホール大会で上林愛貴が持つTLW女子インターナショナル王座に挑むが、ストラングルホールドで敗れる。帰国後の3月に参戦したSHIMMERではサラ・デル・レイと組み、SHIMMERタッグ王座を奪取した。
2016年1月よりインパクト・レスリングにローズマリーとして参戦。10月9日、ゲイル・キムが返上したインパクト・ノックアウト王座を賭けてジェイドと6角スティール・ケージマッチで対戦、勝利し戴冠を果たした。

## 得意技
レッドウェディング
相手をファイヤーマンズキャリーの形で持ち上げ、旋回させつつそのまま相手をうつ伏せの形でマットに落とす技である。相手を落とす際に、自らも倒れ込みながら相手の頭をマットに押し付けるため、フェイスバスターとしてのダメージが大きい。
スパイダーツイスト
アングルスラム
ドロップキック
ミサイルキック
スパーキック
スピアー

## 獲得タイトル
- インパクト・ノックアウト王座
- GCW W.I.L.D.王座

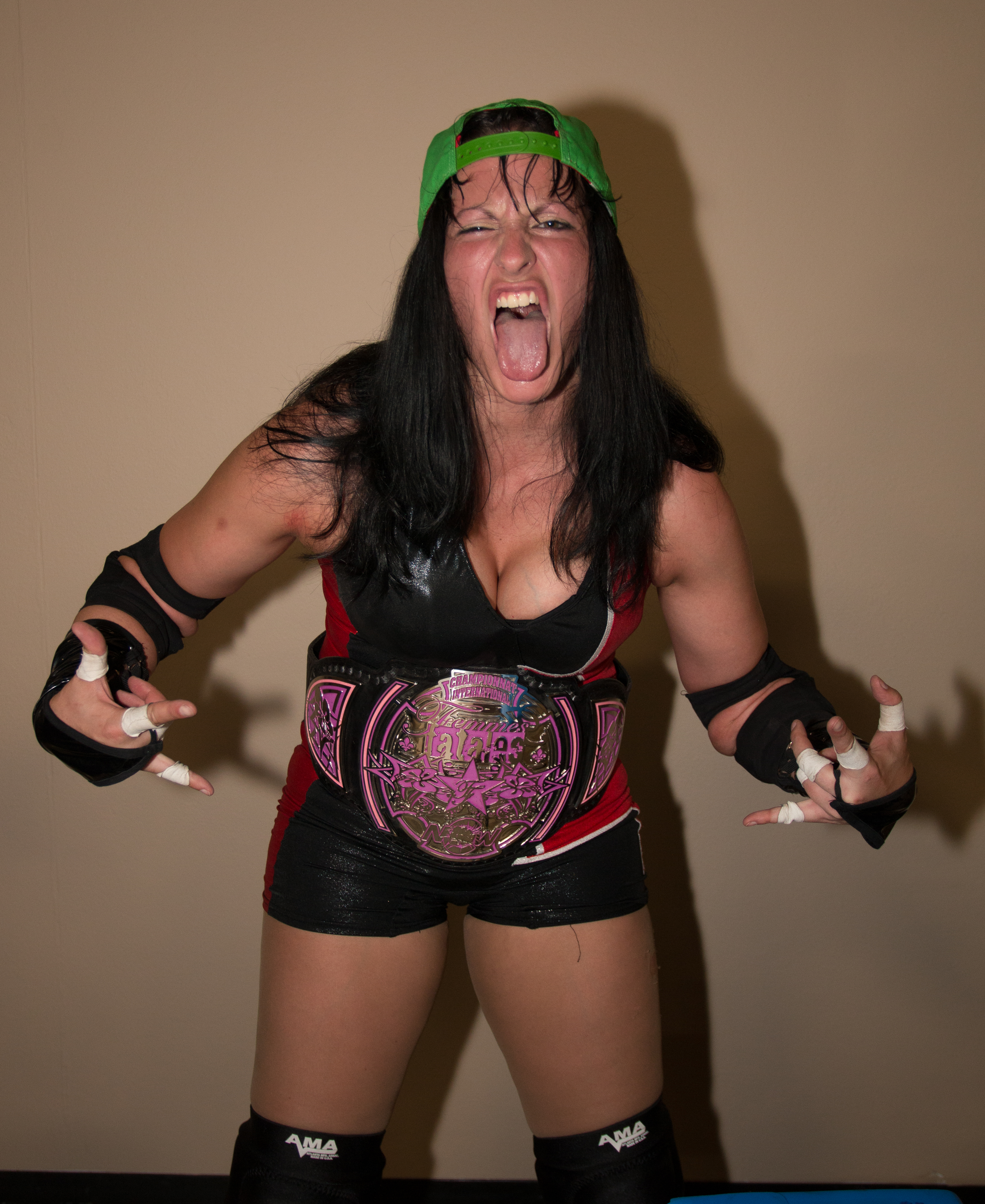

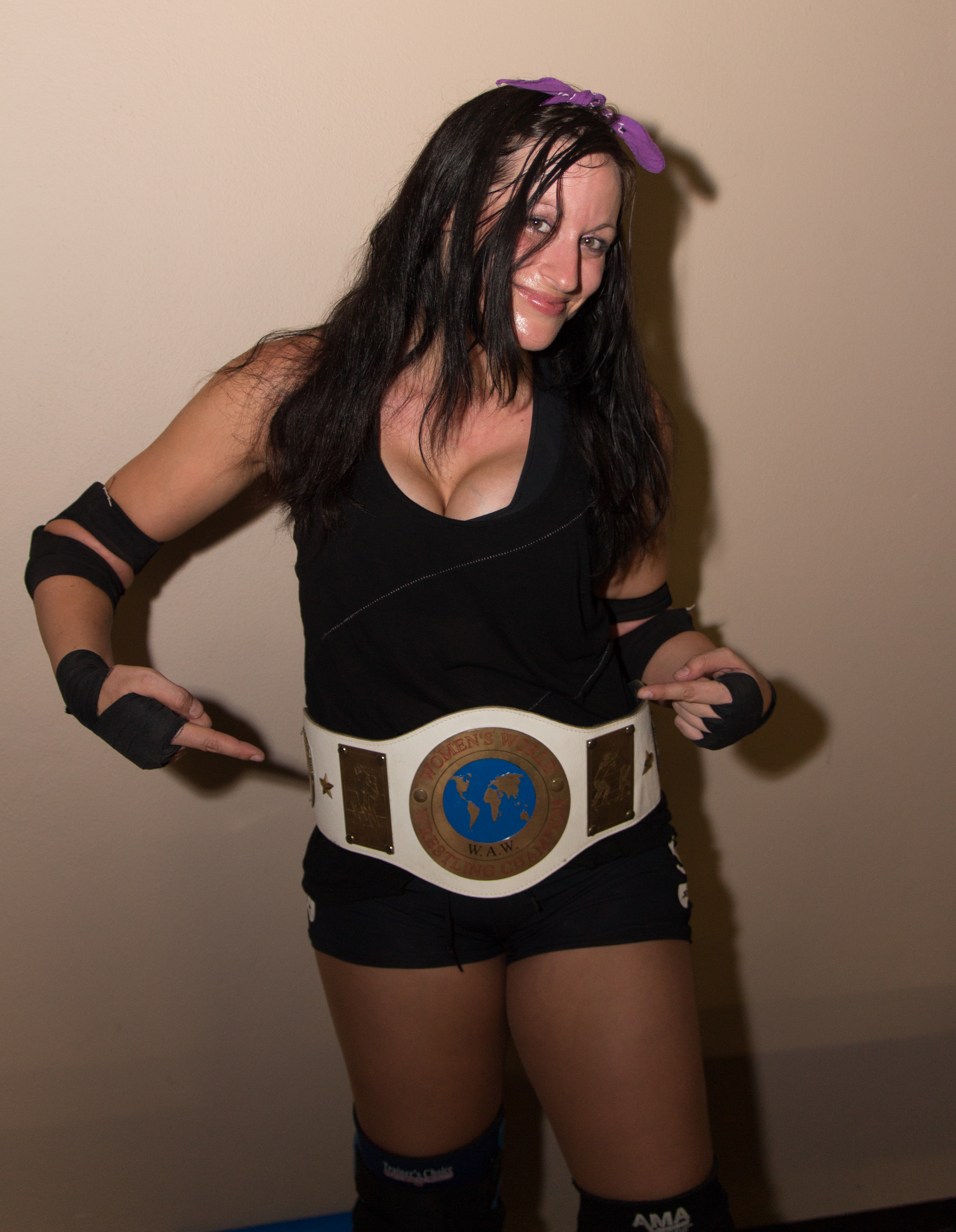
WAW女子世界王座

- SHIMMERタッグ王座（w/サラ・デル・レイ）
- TCW女子王座